# 22e régiment d'infanterie légère
Le 22e régiment d'infanterie légère (22e léger) est un régiment d'infanterie légère de l'armée française créé sous la Révolution sous le nom de 22e bataillon de chasseurs.

En 1854, il est transformé et prend le nom de 97e régiment d'infanterie.

## Création et différentes dénominations
- 1795 : Création de la 22e demi-brigade légère de première formation
- 8 juillet 1796 : transformé en 22e demi-brigade légère de deuxième formation
- 1803 : renommée 22e régiment d'infanterie légère.
- 16 juillet 1815 : comme l'ensemble de l'armée napoléonienne, il est licencié à la Seconde Restauration et le no 22 disparait jusqu'en 1840
- 29 septembre 1840 : création de la 22e régiment d'infanterie légère.
- En 1854, l'infanterie légère est transformée, et ses régiments sont convertis en unités d'infanterie de ligne, prenant les numéros de 76 à 100. Le 22e régiment d'infanterie légère prend le nom de 97e régiment d'infanterie de ligne.

## Colonels/Chef de brigade
- 13 juillet 1849 : colonel Édouard Hippolyte Pierre Sol (° 1804-† 1876) (22e léger)

## Historique des garnisons, combats et batailles du22eRIL
- 1805 :
  - Bataille de Caldiero (22e régiment d'infanterie légère)
- 1813 : Campagne d'Allemagne
  - 16-19 octobre : Bataille de Leipzig (22e régiment d'infanterie légère)

Au 1er janvier 1849, le 22e léger, sous le commandement du colonel Praton est en garnison en Algérie et fait partie du Corps expéditionnaire de la Méditerranée. Il participe à l'expédition et au siège de Rome en juin.
- En 1854, il est l'un des régiments qui composent la 3e division (Créée le 15 mars de la même année) dite "Prince Napoléon"

- En 1855, l'infanterie légère est transformée, et ses régiments sont convertis en unités d'infanterie de ligne, prenant les numéros de 76 à 100. Le 22e prend le nom de 97e régiment d’infanterie de ligne.

## Personnages célèbres ayant servi au22eléger
- François Buchet alors major

## Sources et bibliographie
- Histoire de l'armée et de tous les régiments volume 4 par Adrien Pascal
- Nos 144 Régiments de Ligne par  Émile Ferdinand Mugnot de Lyden
- Capitaines Mazis, Rollet et Bigourdat : Historique du 97e régiment d'infanterie (et du 22e régiment d'infanterie légère)
- Les liens externes cités ci-dessous